# Jean-Claude Lubtchansky
Pour les articles homonymes, voir Lubtchansky.
Jean-Claude Lubtchansky, né le 2 décembre 1930 à Vincennes, et mort le 14 octobre 2020, est un réalisateur français.

## Carrière
Surtout connu comme réalisateur de documentaire, Jean-Claude Lubtchansky est l'assistant réalisateur des documentaires de 1958, Cités du soleil et Le grand œuvre : panorama de l'industrie française,, et monteur du film britannique Sa Majesté des mouches (1963). En 1976, il a produit un film documentaire sur le mystique et philosophe arménien Georges Gurdjieff. Il a réalisé deux téléfilms, Louis XI, un seul roi pour la France et Saint Louis ou La royauté bienfaisante, respectivement en 1980 et 1982. En 1996, il a réalisé Les 13 Vies de Corto Maltese, un documentaire qui suit le marin anarchiste et défenseur des causes perdues et son créateur à travers certains de ses fascinants voyages. Il a également réalisé plusieurs épisodes de séries télévisées. Parmi ses œuvres, se démarquer aussi les adaptations documentaires des ouvrages de la collection « Découvertes Gallimard »,, dont trois en coproduction avec le musée du Louvre.
Il est le frère aîné de William Lubtchansky.

## Filmographie
Réalisation
- 1962 : Ourane (court métrage)
- 1967 : Ici, ailleurs ou dans le métro (court métrage)
- 1967 : Dim Dam Dom (quelques épisodes)
- 1967 : One (Chroniques de France, no 19)
- 1968 : Pézenas, un village français (Chroniques de France, no 30)
- 1970 : Lumina, pièce pour douze cordes et bande magnétique d'Ivo Malec (épisode des Grandes répétitions)
- 1973 : La Rose rouge (épisode de Ce que Paris chante)
- 1974 : Hannah Arendt (épisode d'Un certain regard)
- 1979 : Mes mains ont la parole (quelques épisodes)
- 1980 : Gandhi, apôtre de la non-violence (épisode des Idées et les hommes)
- 1980 : 1947 : La première crise de la IVº république
- 1980 : Louis XI, un seul roi pour la France
- 1982 : Saint Louis ou La royauté bienfaisante
- 1982 : Le triange à quatre côtés (épisode de De bien étranges affaires)
- 1991 : The Watch on the Somme (épisode de Harvests of Iron)
- 1995 : Yukio Mishima (épisode d'Un siècle d'écrivains)
- 1995 : Cher Père Noël
- 1996 : Les 13 Vies de Corto Maltese
- 1997 : La Porte enchantée
- 1998 : Il était une fois la Mésopotamie
- 1998 : Quand le Japon s’ouvrit au monde
- 1999 : Galilée, le messager des étoiles
- 1999 : Vers Tombouctou : L'Afrique des explorateurs
- 2000 : Les Cités perdues des Mayas
- 2000 : Champollion : Un scribe pour l’Égypte
- 2001 : Léonard de Vinci
- 2002 : La Terre des Peaux-Rouges
- 2002 : Angkor : la forêt de pierre

Assistant à la réalisation
- 1958 : Cités du soleil
- 1958 : Le grand œuvre : panorama de l'industrie française

Montage
- 1962 : Le Thé à la menthe
- 1963 : Sa Majesté des mouches
- 1964 : Nuit noire, Calcutta
- 1964 : 4 fois D
- 1978 : The Last Campaign

Production
- 1978 : Georges Gurdjieff
- 1979 : Rencontres avec des hommes remarquables (associé à la production)